# 利亚姆·德扬
利亚姆·德扬（英語：Liam de Young，1981年12月10日—），澳大利亚前男子曲棍球运动员。他曾代表澳大利亚国家队参加2004年、2008年和2012年夏季奥林匹克运动会曲棍球比赛，获得一枚金牌和二枚铜牌。